# 小行星990
小行星990（990 Yerkes）是一颗围绕太阳公转的小行星。
該小行星以美國威斯康辛州的耶基斯天文台命名。

## 参数
这颗小行星的绝对星等为11.50等，自转周期为24.56小时。